# Ermita de San Sebastián (Montehermoso)
La ermita de San Sebastián es una ermita situada al oeste de Montehermoso, en la calle Maestro don Millán, junto al IES Gabriel y Galán y el Parque Municipal Príncipe Felipe. Al igual que las otras ermitas, fue construida fuera del pueblo, ya que hasta mediados del siglo XX, fecha en la que se ampliaron las escuelas y sobre la laguna se hizo el parque, no había ninguna casa a su lado.

## Historia
Según una piedra del arco original, descubierta en 2002 durante su restauración, la ermita fue construida en el año 1742. Fue restaurada entre 2000 y 2002 debido a problemas estructurales, siendo la tercera ermita en ser restaurada.

## Estructura e imágenes
La ermita, de estilo regional, tiene un portal a la entrada y en él hay una puerta y una ventana pequeña por la que se puede ver la ermita por dentro, aunque hay que iluminarlo para verlo. Originalmente tenía por dentro una verja que separaba al altar del resto de la ermita, pero en la restauración se quitó. La ermita tiene además un púlpito en desuso con escaleras de piedra. Por dentro hay un retablo, con una imagen renacentista de San Sebastián. A ambos lados del retablo se encuentran dos imágenes de la Virgen María: la Virgen de Lourdes y la Virgen del Amor Hermoso. Al fondo hay una imagen del borriquillo, que representa a Jesús con el burro entrando en Jerusalén el día del Domingo de Ramos. En el tejado hay un esquilón.

## Uso
La ermita se usa para las fiestas de San Sebastián, San Blas y el Domingo de Ramos. La fiesta de San Sebastián se celebra la mañana del domingo más próximo al 20 de enero, al no ser San Sebastián fiesta local. La víspera, el sábado por la tarde, se celebra la Velá al santo. El 2 de febrero, en la Velá a San Blas, los Negritos bailan frente a la ermita después de pasar por la iglesia y antes de ir a la ermita de San Bartolomé. La mañana del Domingo de Ramos se vuelve a la ermita para llevar en procesión la imagen del borriquillo hasta la iglesia, y después traerla de nuevo hasta la ermita.